# 沖縄県道241号宜野湾南風原線

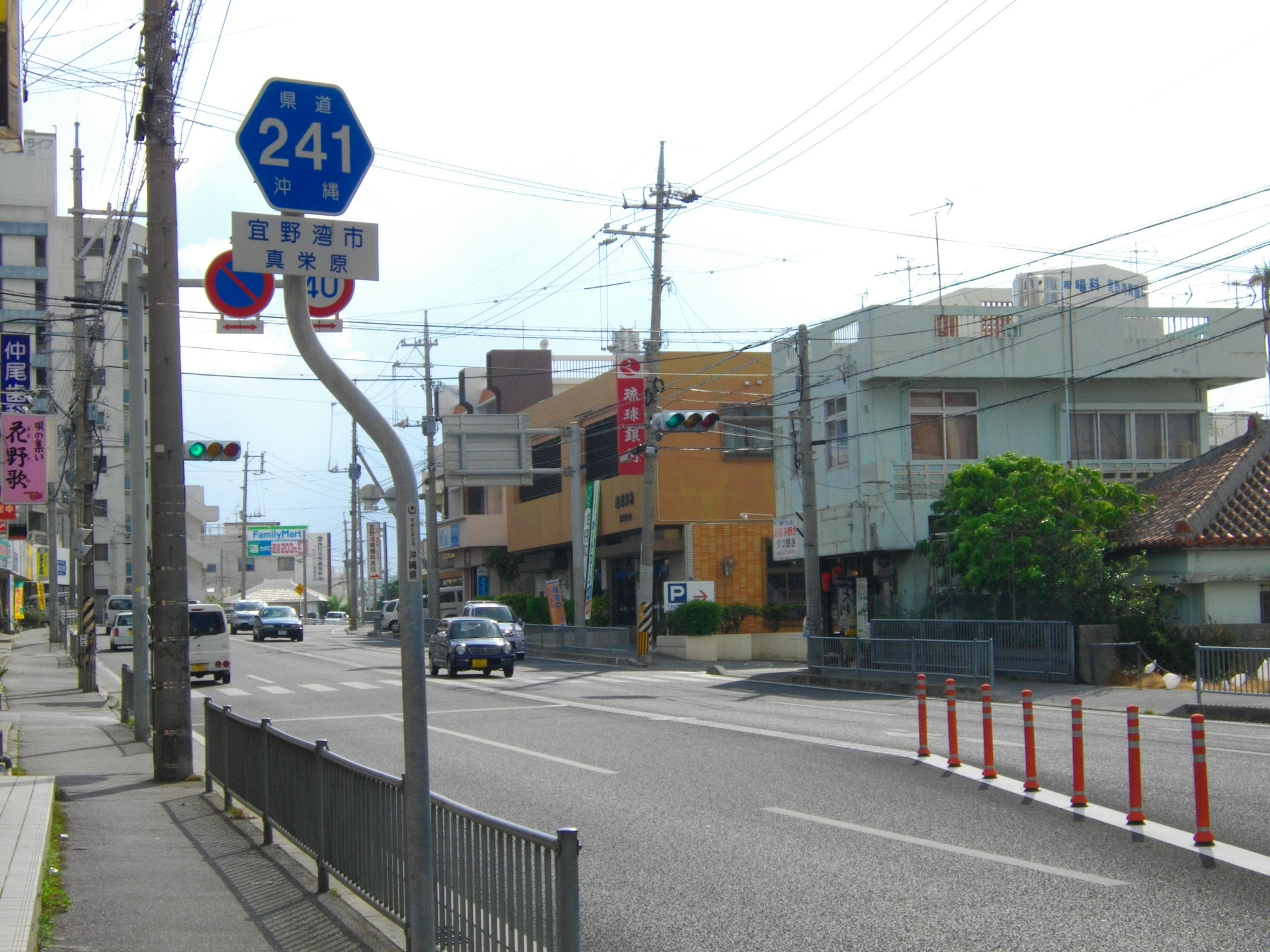
沖縄県道241号線（宜野湾市真栄原）

沖縄県道241号宜野湾南風原線（おきなわけんどう241ごう ぎのわんはえばるせん）は沖縄県宜野湾市真栄原と島尻郡南風原町喜屋武とを結ぶ一般県道。

## 概要

### 区間
- 起点：宜野湾市真栄原（沖縄県道34号宜野湾西原線）
- 終点：島尻郡南風原町字喜屋武（沖縄県道86号南風原知念線）
- 総延長：11.06km
- 実延長：7.93km

### 通過自治体
- 宜野湾市 - 浦添市 - 中頭郡西原町 - 那覇市 - 島尻郡南風原町

### 重複区間
- 沖縄県道82号那覇糸満線（那覇市首里儀保町 - 南風原町新川、南風原町兼城 - 喜屋武）

### 交差する道路
- 沖縄県道34号宜野湾西原線（起点）
- 国道330号（宜野湾市嘉数・浦添市西原にまたがる広栄交差点）
  - 那覇方面 - バイパス、沖縄市方面 - 西原バイパス
- 沖縄県道38号浦添西原線（浦添市前田）
- 沖縄県道153号線（那覇市首里平良町）
- 沖縄県道28号線（那覇市首里儀保町）
- 沖縄県道82号那覇糸満線（那覇市首里儀保町 - 南風原町新川・環状2号線、南風原町兼城 - 喜屋武）
- 沖縄県道29号那覇北中城線（那覇市首里汀良町鳥堀交差点・県道82号被重複区間）
- 沖縄県道236号玉城那覇自転車道線（沖縄のみち自転車道、那覇市首里鳥堀町 - 首里崎山町・県道82号被重複区間）
- 沖縄自動車道那覇インターチェンジ（那覇市首里崎山町、県道82号被重複区間）
- 沖縄県道240号南風原与那原線（南風原町新川）
- 国道329号（南風原町兼城）
  - 南風原バイパス（南風原町新川）
- 沖縄県道86号南風原知念線（終点）

### 交差・並行する鉄道
- 沖縄都市モノレール（ゆいレール）（那覇市首里儀保町 - 首里汀良町・県道82号被重複区間）
  - 儀保駅（那覇市首里儀保町・県道82号被重複区間）

### 主な通り名
- 石嶺本通り（那覇市首里石嶺町 - 首里儀保町儀保交差点）

### 主要施設
- アメリカ合衆国総領事館（浦添市西原）
- 沖縄県立南部医療センター・こども医療センター（南風原町新川）
- 那覇バス新川営業所（南風原町新川）
- 南風原町役場（南風原町兼城・県道82号被重複区間）

### 路線バス
- 1番・首里牧志線（那覇バス市内線） 南風原町新川（県道82号交点 - 那覇バス新川営業所前）
- 2番・識名開南線（那覇バス市内線） 南風原町新川（県道82号交点 - 那覇バス新川営業所前）
- 3番・松川新都心線（那覇バス市内線） 南風原町新川（県道82号交点 - 那覇バス新川営業所前）
- 4番・新川おもろまち線（那覇バス市内線） 南風原町新川（県道82号交点 - 那覇バス新川営業所前）
- 5番・識名牧志線（那覇バス市内線） 南風原町新川（県道82号交点 - 那覇バス新川営業所前）
- 9番・小禄石嶺線（那覇バス市内線） 那覇市首里石嶺町 - 首里儀保町
- 11番・安岡宇栄原線（那覇バス市内線） 那覇市首里石嶺町 - 首里儀保町
- 13番・石嶺おもろまち線（那覇バス市内線）　浦添市前田 - 那覇市首里石嶺町 - 首里儀保町（前田 - 石嶺の区間は首里厚生園経由のみ）
- 14番・牧志開南循環線（那覇バス市内線） 南風原町新川（県道82号交点 - 那覇バス新川営業所前）
- 16番・新川首里駅線（那覇バス市内線） 南風原町新川（県道82号交点 - 那覇バス新川営業所前）
- 17番・石嶺（開南）線（那覇バス市内線） 那覇市首里石嶺町 - 首里儀保町
- 21番・新都心具志川線（琉球バス交通）　 宜野湾市真栄原 - 浦添市西原広栄交差点
- 25番・那覇普天間線（那覇バス） 宜野湾市真栄原 - 那覇市首里儀保町
- 56番・浦添線（琉球バス交通） 宜野湾市真栄原 - 浦添市西原 - 前田（真栄原 - 西原は一部の便のみで西原の一部の区間は通らない）
- 88番・宜野湾線（琉球バス交通） 宜野湾市真栄原 - 浦添市西原広栄交差点
- 90番・知花（バイパス）線（琉球バス交通） 宜野湾市真栄原 - 浦添市西原広栄交差点
- 97番・琉大（首里）線 浦添市前田 - 那覇市首里儀保町
- 98番・琉大（バイパス）線（琉球バス交通） 宜野湾市真栄原 - 浦添市西原広栄交差点
- 125番・普天間空港線（那覇バス） 宜野湾市真栄原 - 那覇市首里儀保町
- 190番・知花空港線（琉球バス交通）　宜野湾市真栄原 - 浦添市西原広栄交差点
- 191番・城間（一日橋）線（東陽バス） 那覇市首里平良町 - 首里儀保町
- 297番・キャンパスバス（那覇バス）　宜野湾市真栄原 - 浦添市前田
- 333番・那覇西原（末吉）線（那覇バス） 浦添市前田 - 那覇市首里儀保町
- 391番・城間（パルコシティ）線（東陽バス） 那覇市首里平良町 - 首里儀保町

## 歴史・特徴
- 1953年（昭和28年）に越来村（現沖縄市）胡屋 - 宜野湾村（現宜野湾市）普天間が軍道5号線、同村普天間 - 玉城村（現南城市玉城）親慶原が琉球政府道5号線にそれぞれ指定された（普天間 - 真栄原の区間はのちに軍営繕道区間に指定）。
- 1972年（昭和47年）の本土復帰で軍道5号線と政府道5号線のうち宜野湾市普天間 - 浦添市西原が国道330号、残りの浦添市西原 - 玉城村（現南城市玉城）親慶原が県道5号線となった。
- 現在の国道330号のバイパス（那覇市安里 - 宜野湾市嘉数）が全線開通するまでは、この路線が国道330号の代わりの役割で那覇から普天間・コザ方面に通じる道路だった。
- 1982年（昭和57年）に南風原町照屋 - 兼城交差点、同町新川 - 那覇市首里儀保町の区間が那覇糸満線（県道82号）として主要地方道に昇格。
- 1993年（平成5年）に玉城村（現南城市玉城）親慶原 - 南風原町喜屋武の区間が南風原知念線（県道86号）として主要地方道に昇格。これにより県道5号線は廃止され、残りの区間が現路線名に変更・再指定された。また同じ時期に国道330号が1990年（平成2年）に西原バイパスが全線開通したのに伴い、本線が同バイパスに移ったため、それまでの旧道区間が県道に降格、このうち宜野湾市真栄原 - 浦添市西原がこの路線となった。
- 現在起点 - 浦添市前田の区間が4車線に整備されており、今後南風原町新川 - 兼城が4車線に拡幅整備中。また浦添市西原 - 那覇市首里儀保町も交通量の多い割には道路状況がよくないため整備中である。また南風原町兼城交差点も交通量が多い。